# Tai di Cadore
Tai di Cadore è una frazione del comune di Pieve di Cadore (BL), sita nelle Dolomiti bellunesi.

## Luoghi d'interesse
Nella chiesa di San Candido, risalente al 1300, sono custodite opere di Cesare Vecellio.
La caserma Pietro Fortunato Calvi ospitò il battaglione Pieve di Cadore degli Alpini dal 1872 agli anni 1970.
Nel Palazzo dell'artigianato è allestito il Museo degli occhiali in cui è esposta la collezione Bodart con circa 1600 pezzi prodotti dal XVIII secolo.